# Regional Preferente de La Rioja 2006-07
La temporada 2006-07 de Regional Preferente de La Rioja era el quinto y último nivel de las Ligas de fútbol de España para los clubes de La Rioja, por debajo de la Tercera División de España.

## Sistema de competición
Un único grupo con los 14 equipos se enfrentarían a doble vuelta, una vez en casa y otra en el campo del equipo rival, todos contra todos.
Los equipos que se clasificaran en los tres primeros puestos ascenderían directamente a Tercera División, exceptuando filiales que ya dispongan de un equipo en la categoría inmediatamente superior. Si hubiera alguna vacante más en el grupo XVI de Tercera División ascenderían los siguientes clasificados.

## Clasificación[1]
| Pos. | Equipo                     | Pts. | PJ | G  | E | P  | GF | GC | Dif. |                                              |
| ---- | -------------------------- | ---- | -- | -- | - | -- | -- | -- | ---- | -------------------------------------------- |
| 1    | C. D. Villegas (C, A)      | 60   | 26 | 19 | 3 | 4  | 42 | 14 | +28  | Ascenso directo a Tercera                    |
| 2    | C. C. D. Alberite (A)      | 60   | 26 | 18 | 6 | 2  | 53 | 20 | +33  | Ascenso directo a Tercera                    |
| 3    | C. At. Vianés (A)          | 57   | 26 | 17 | 6 | 3  | 55 | 21 | +34  | Ascenso directo a Tercera                    |
| 4    | C. D. Berceo               | 52   | 26 | 15 | 7 | 4  | 62 | 25 | +37  |                                              |
| 5    | S. D. Loyola               | 49   | 26 | 14 | 7 | 5  | 45 | 21 | +24  | El club no compite en la siguiente temporada |
| 6    | C. D. Tedeón               | 40   | 26 | 11 | 7 | 8  | 34 | 33 | +1   |                                              |
| 7    | C. D. Anguiano "B"         | 35   | 26 | 10 | 5 | 11 | 42 | 35 | +7   |                                              |
| 8    | Casalarreina C. F.         | 33   | 26 | 8  | 9 | 9  | 41 | 37 | +4   |                                              |
| 9    | A. D. R. Santa María       | 30   | 26 | 9  | 3 | 14 | 37 | 52 | −15  |                                              |
| 10   | C. Haro Deportivo Promesas | 25   | 26 | 7  | 4 | 15 | 28 | 45 | −17  |                                              |
| 11   | A. F. Calahorra            | 25   | 26 | 7  | 4 | 15 | 33 | 55 | −22  |                                              |
| 12   | C. D. Celta Cenicero       | 20   | 26 | 5  | 5 | 16 | 34 | 63 | −29  |                                              |
| 13   | C. D. Aldeano River        | 11   | 26 | 2  | 5 | 19 | 19 | 61 | −42  |                                              |
| 14   | C. D. F. C. La Calzada     | 11   | 26 | 2  | 5 | 19 | 23 | 66 | −43  |                                              |

 Fuente: www.futbol-regional.es